# ダッソー ファルコン 50

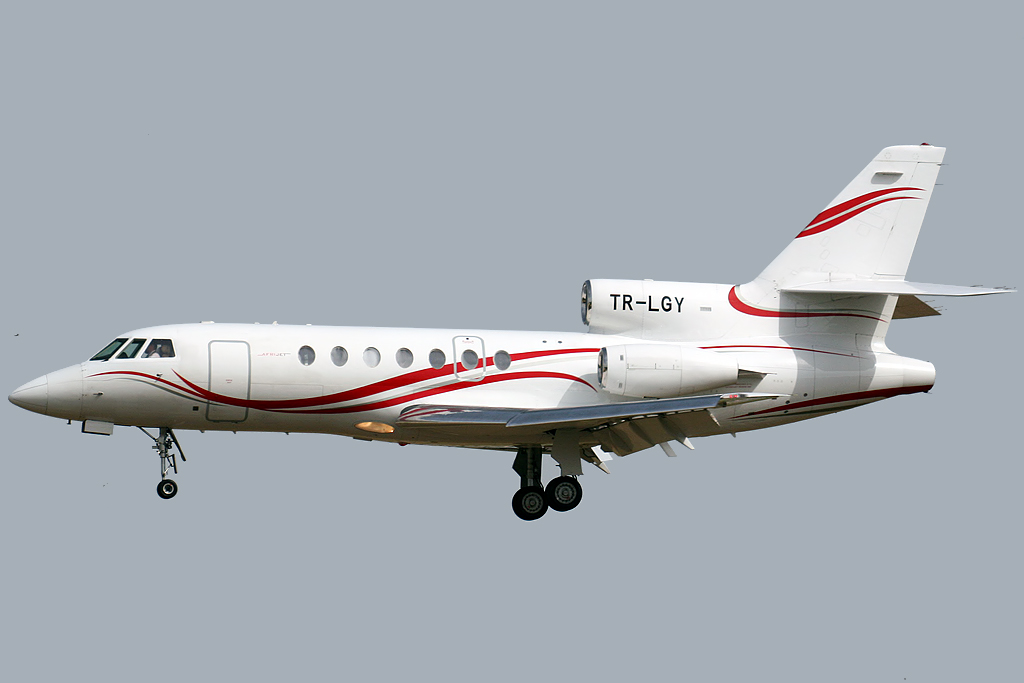
ファルコン 50

ダッソー ファルコン 50(Dassault Falcon 50)は、フランスのダッソー社が生産・販売しているビジネスジェット機。ダッソー ファルコンシリーズ初の三発エンジン機で、ファルコン 20の拡大改良型である。

## 概要
ファルコン 20の胴体を元に、エンジンを尾部に1基増設し三発機となっている。エンジンの装備方式はボーイング727に類似しており、胴体後部左右に各1基、三基目は胴体末端にある。空気の吸入は垂直尾翼基部にインテイクを設け、湾曲した管で導いている。主翼は低翼配置の後退翼であり、後退角は25度とファルコン 20より拡大されている。
1970年代半ばより開発が開始され、1976年11月6日に初飛行した。三発機になったことに伴い、燃料搭載量が増加し、航続距離が延長されている。そのため、大西洋無着陸横断飛行も可能となった。1996年にはエンジンを換装したファルコン 50EXが初飛行している。2008年まで生産が続けられ、総生産数は352機。
イラクに輸出された機体の一部は、イラン・イラク戦争中にシラノ火器管制レーダーを搭載し、エクゾセ空対艦ミサイル２基を運用可能とした簡易対艦攻撃機「SUSANNA」に改造されたと言われている。

## 採用国(軍/政府機関)
- ブルンジ
- ベナン
- ブルガリア
- スイス
- ジブチ
- エジプト
- スペイン
- フランス
- イラン
- イラク

- イタリア
- ヨルダン
- リビア
- モロッコ - 2024年時点で、モロッコ空軍が1機のファルコン50を保有[1]。
- ポルトガル
- ルワンダ
- スーダン
- セルビア（旧ユーゴスラビア）
- ベネズエラ
- 南アフリカ共和国 - 2023年時点で、南アフリカ空軍が2機のファルコン50を保有[2]。

## 要目
- 全長：18.5m
- 全幅：18.86m
- 全高：6.97m
- 自重：9.2t
- エンジン：ギャレット TFE731-3 ターボファンエンジン（推力1.7t）3基
- 航続距離：6,480km
- 最大巡航速度：888km/h
- 乗員：2名
- 乗客：最大10名